# 樟木爬赛蛛
樟木爬赛蛛（学名：Misumenops zhangmuensis）为蟹蛛科花蛛属的动物。在中国大陆，分布于西藏等地，常见于林间草丛。该物种的模式产地在西藏。